# Конвалієва діброва

Конвалієва діброва — ботанічний заказник місцевого значення. Розташований у Бахмутському районі Донецької області між селом Дронівка і селищем Рудник. Статус заказника присвоєно рішенням обласної ради н.д. від 25 березня 1995 року. Площа — 5 га. Флористичний склад налічує 130 видів рослин. Росте низка цінних лікарських рослин — конвалія травнева, бузина чорна, чистотіл великий, кропива дводомна.